# Парламентарни избори в България (1899)
Парламентарните избори за X Обикновено народно събрание са проведени на 25 април 1899 г. в Княжество България. Спечелени са от Либералната партия, която образува правителство с Народнолибералната партия през януари, начело на което застава Димитър Греков. Гласуват около 49,5% от гражданите. Избрани са 169 народни представители.

## Резултати
Мажоритарната избирателна система не гарантира равностойна представителност на партиите. Така например, за Народната партия гласуват 1,5% повече отколкото за Демократическата партия, но НП взима само две депутатски места, а ДП - 10. Народнолибералната и Прогресивнолибералната партия имат еднакъв процент избиратели, но НЛП получава 19 депутати, а ПЛП повече от два пъти по-малко - само 8. Социалистите печелят 4 места. В резултат от изборите Либералната партия затвърждава управленската си роля.
| Партия                      | Места | Проценти | Гласове |
| --------------------------- | ----- | -------- | ------- |
| Либерална партия            | 89    | 40,6%    | 138 900 |
| Народнолиберална партия     | 19    | 15,9%    | 54 400  |
| Демократическа партия       | 10    | 10,6%    | 36 300  |
| Прогресивнолиберална партия | 8     | 15,9%    | 54 400  |
| БРСДП                       | 4     | 3,5%     | 12 100  |
| Народна партия              | 2     | 12,1%    | 41 600  |
| Консервативна партия        | 1     | –        | –       |
| БЗНС                        | 0     | 1,4%     | 4 700   |
| Други партии                | 4     | –        | –       |
| Независими                  | 32    | –        | –       |
| Общо                        | 169   |          |         |